# Bili Brig
Bili Brig falu Horvátországban, Bród-Szávamente megyében. Közigazgatásilag Újkapelához tartozik.

## Fekvése
Bródtól légvonalban 31, közúton 35 km-re nyugatra, Pozsegától   légvonalban 14, közúton 21 km-re délre, községközpontjától 2 km-re nyugatra, Nyugat-Szlavóniában, az Újgradiskát Bróddal összekötő főút mentén fekszik, ott ahol a Benakica dol-patak keresztezi a főutat. Felette emelkedik a Pozsegai-hegység Ravnjaš nevű magaslata, mely uralja a település látképét. Itt halad át az A3-as autópálya és a Zágráb-Belgrád vasútvonal is.

## Története
A mai Bili Brig területe a középkorban a nagy kiterjedésű és gazdag dubovaci birtokhoz tartozott, mely már a 13. században létezett. A dubovaci birtokot 1259-ben említi először Mária királyné oklevele, melyben csereképpen és különböző követségekben teljesített szolgálatai viszonzásaképp Pucyna fiának, Cheh-nek adományozza egyebek között a korábbi birtokosaitól a kezére háramlott „Dobouch” nevű földet. Később Erzsébet királyné Csák Miklósnak, Istvánnak és Péternek adta. 1356-ban a Garaiaké lett, akik itteni birtokuk központjává tették. Dubovacon vasárnaponként nagy vásárokat tartottak, mely gazdag jövedelmet biztosított a családnak. A 15. század végére Dubovac már élénk kereskedelemmel és fejlett kézművességgel rendelkező mezőváros volt. Kőből épített plébániatemplomát a Boldogságos Szűz tiszteletére szentelték. A török 1536-ban foglalta el Dubovacot, de nem rombolta le. Így megmaradt a plébániatemplom is, mely a 17. században a Radkov Potok központú plébánia filiája volt. 1646. november 10-én Maravics szkardonai és boszniai püspök 217 hívőt bérmált meg benne. Az 1698-as kamarai összeírás nem említi. 1730-ben 25 háza volt és állt a templom is körülötte a temetővel. Az utolsó összeíráskor 1746-ban már csak 20 háza volt, később pedig teljesen elhagyták. 1807-ben középkori templomát is lebontották, anyagából építették fel az újkapelai Kisboldogasszony templom cintóriumát.
Bili Brig 1698-ban a kamarai összeírásban „Orljavicza” nyugati szomszédjaként „Prelliebre” néven szerepel a török uralom alól felszabadított szlavóniai települések között. Ekkor azonban még Dubovac déli határrészeként nem volt lakott hely. Településként csak a 18. század közepén keletkezett, amikor a régi római út nyomvonalán megépítették az Újgradiskát Bróddal összekötő főutat és a környékbeli szétszórt falvak lakossága a főút mellé települt át. Bili Brigre nagyrészt az egykori Dubovac lakossága települt, melyet 1758-ban már nem is említenek, Bili Brig viszont ekkor szerepel először lakott településként. Ekkor már 34 házat, 41 családot és 127 lakost számláltak itt. 1760-ban 32 házában 49 család élt 263 fővel. 1769-ben 29 háza, 44 családja és 253 lakosa volt.
Az első katonai felmérés térképén „Beilibrieg” néven található. A gradiskai ezredhez tartozott. Lipszky János 1808-ban Budán kiadott repertóriumában „Bielibrieg” néven szerepel. Nagy Lajos 1829-ben kiadott művében „Bili Brieg” néven 35 házzal, 189 katolikus és 6 ortodox vallású lakossal találjuk. A katonai közigazgatás megszüntetése után 1871-ben Pozsega vármegyéhez csatolták. A 19. század második felében az eredeti lakosság nagy része kihalt, helyükre a horvát Hegyvidékről, Ogulin és Delnice vidékéről, valamint Likából települtek be katolikus horvát családok.
A településnek 1857-ben 163, 1910-ben 529 lakosa volt. Az 1910-es népszámlálás szerint lakosságának 94%-a horvát, 2-2%-a német, román és magyar anyanyelvű volt. Pozsega vármegye Újgradiskai járásának része volt. Az első világháború után 1918-ban az új szerb-horvát-szlovén állam, majd később (1929-ben) Jugoszlávia része lett. A település 1991-től a független Horvátországhoz tartozik. 1991-ben lakosságának 97%-a horvát nemzetiségű volt. 2011-ben 272 lakosa volt.

## Lakossága
| Lakosság változása | Lakosság változása | Lakosság változása | Lakosság változása | Lakosság változása | Lakosság változása | Lakosság változása | Lakosság változása | Lakosság változása | Lakosság változása | Lakosság változása | Lakosság változása | Lakosság változása | Lakosság változása | Lakosság változása | Lakosság változása |
| ------------------ | ------------------ | ------------------ | ------------------ | ------------------ | ------------------ | ------------------ | ------------------ | ------------------ | ------------------ | ------------------ | ------------------ | ------------------ | ------------------ | ------------------ | ------------------ |
| 1857               | 1869               | 1880               | 1890               | 1900               | 1910               | 1921               | 1931               | 1948               | 1953               | 1961               | 1971               | 1981               | 1991               | 2001               | 2011               |
| 163                | 206                | 247                | 343                | 388                | 529                | 544                | 614                | 705                | 667                | 647                | 533                | 452                | 423                | 344                | 272                |